# Miller Puckette

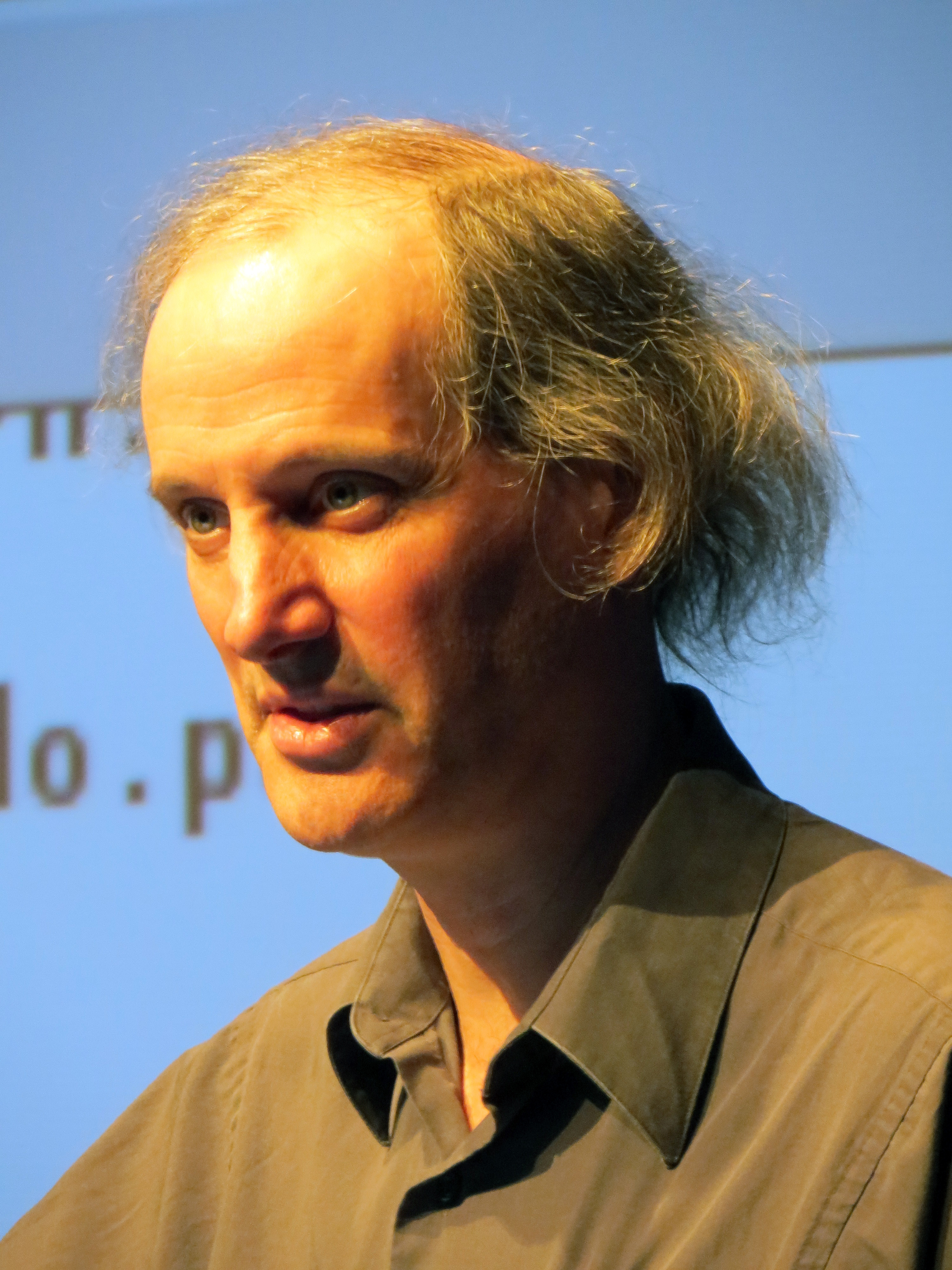
Miller Puckette auf der Linux Audio Conference 2014 im ZKM in Karlsruhe

Miller Puckette (* 26. März 1959) ist der Entwickler der beiden Programme Max und Pure Data.
Er entwickelte Max am IRCAM Anfang der 1980er Jahre. Anfänglich war es nur zur Bearbeitung von MIDI-Daten gedacht, es wurde jedoch später das Programm erweitert. David Zicarelli übernahm von Puckette die Programmierung.
Puckette verließ dann das IRCAM und entwickelte ab 1996 das Open-Source-Pendant Pure Data.
Derzeit ist er Associate Director für die Abteilung Music am Center for Research in Computing and the Arts (CRCA) der University of California, San Diego.
2008 wurde Puckette mit dem SEAMUS Lifetime Achievement Award ausgezeichnet.